# Janíky
Janíky este o comună slovacă, aflată în districtul Dunajská Streda din regiunea Trnava, pe malul râului Q31926772⁠(d). Localitatea se află la altitudinea de 125 m deasupra n.m., se întinde pe o suprafață de 11,34 km2 și în 2017 număra 913 locuitori.

## Istoric
Localitatea Janíky este atestată documentar din 1287.

## Demografie
| An:                | 1994 | 2004   | 2014    | 2024   |
| ------------------ | ---- | ------ | ------- | ------ |
| Număr de persoane: | 805  | 775    | 892     | 957    |
| Diferență:         |      | −3,72% | +15,09% | +7,28% |

| An:                | 2023 | 2024   |
| ------------------ | ---- | ------ |
| Număr de persoane: | 946  | 957    |
| Diferență:         |      | +1,16% |